# 142275 Simonyi
142275 Simonyi este un asteroid din centura principală de asteroizi.

## Descriere
142275 Simonyi este un asteroid din centura principală de asteroizi. A fost descoperit pe 8 septembrie 2002 la Piszkesteto de Krisztián Sárneczky. Asteroidul prezintă o orbită caracterizată de o semiaxă mare de 2,56 ua, o excentricitate de 0,06 și o înclinație de 21,8° în raport cu ecliptica.